# Luxemburgs voetbalelftal in 2005
Het Luxemburgs voetbalelftal speelde in totaal zeven interlands in het jaar 2005, waaronder zes wedstrijden in de kwalificatiereeks voor de WK-eindronde 2006 in Duitsland. Alle zeven duels gingen verloren. De ploeg stond onder leiding van oud-international Guy Hellers, die de Deen Allan Simonsen was opgevolgd. Ondanks zeven nederlagen op rij steeg Luxemburg in 2005 op de FIFA-wereldranglijst van de 155ste (januari 2005) naar de 150ste plaats (december 2005).

## Balans
| Wedstrijden | Wedstrijden | Wedstrijden | Wedstrijden | Doelpunten | Doelpunten | Doelpunten | Punten |
| Gespeeld    | Winst       | Gelijk      | Verlies     | Voor       | Tegen      | Saldo      | Punten |
| ----------- | ----------- | ----------- | ----------- | ---------- | ---------- | ---------- | ------ |
| 7           | 0           | 0           | 7           | 1          | 25         | –24        | 0.000  |

## Interlands
|                                                             |                                                                                             |       |           |                                                                                 |
| 30 maart WK-kwalificatie № 459 «onderlinge duels» 19:00 uur | Letland                                                                                     | 4 – 0 | Luxemburg | Skonto Stadion, Riga Toeschouwers: 8.203 Scheidsrechter: Draženko Kovačić (CRO) |
| 30 maart WK-kwalificatie № 459 «onderlinge duels» 19:00 uur | Imants Bleidelis 33' Juris Laizāns 38' (pen.) Māris Verpakovskis 73' Māris Verpakovskis 90' |       |           | Skonto Stadion, Riga Toeschouwers: 8.203 Scheidsrechter: Draženko Kovačić (CRO) |

|                                                           |           |                                                                       |           |                                                                                    |
| 8 juni WK-kwalificatie № 460 «onderlinge duels» 19:00 uur | Luxemburg | 0 – 4                                                                 | Slowakije | Stade Josy Barthel, Luxemburg Toeschouwers: 2.108 Scheidsrechter: Rob Styles (ENG) |
| 8 juni WK-kwalificatie № 460 «onderlinge duels» 19:00 uur |           | 5' Szilárd Németh 15' Marek Mintál 54' Karol Kisel 60' Ľubomír Reiter |           | Stade Josy Barthel, Luxemburg Toeschouwers: 2.108 Scheidsrechter: Rob Styles (ENG) |

|                                                                |                                                                                                |       |           |                                                                                  |
| 3 september WK-kwalificatie № 461 «onderlinge duels» 21:15 uur | Portugal                                                                                       | 6 – 0 | Luxemburg | Estádio Algarve, Faro Toeschouwers: 25.000 Scheidsrechter: Dick van Egmond (NED) |
| 3 september WK-kwalificatie № 461 «onderlinge duels» 21:15 uur | Jorge Andrade 22' Ricardo Carvalho 30' Pedro Pauleta 36' Pedro Pauleta 56' Simão 78' Simão 84' |       |           | Estádio Algarve, Faro Toeschouwers: 25.000 Scheidsrechter: Dick van Egmond (NED) |

|                                                                |                                                      |       |           |                                                                          |
| 7 september WK-kwalificatie № 462 «onderlinge duels» 18:30 uur | Liechtenstein                                        | 3 – 0 | Luxemburg | Rheinpark, Vaduz Toeschouwers: 2.300 Scheidsrechter: Damir Skomina (SLO) |
| 7 september WK-kwalificatie № 462 «onderlinge duels» 18:30 uur | Mario Frick 38' Benjamin Fischer 77' Thomas Beck 90' |       |           | Rheinpark, Vaduz Toeschouwers: 2.300 Scheidsrechter: Damir Skomina (SLO) |

|                                                              | |       |                          |                                                                                      |
| 8 oktober WK-kwalificatie № 463 «onderlinge duels» 18:00 uur | Rusland | 5 – 1 | Luxemburg                | Lokomotiv Stadion, Moskou Toeschouwers: 21.000 Scheidsrechter: Alexandru Tudor (ROM) |
| 8 oktober WK-kwalificatie № 463 «onderlinge duels» 18:00 uur | Marat Izmailov 7' Aleksandr Kerzjakov 18' Roman Pavljoetsjenko 65' Dmitriy Kirichenko 75' Dmitriy Kirichenko 90' |       | 52' (pen.) Claude Reiter | Lokomotiv Stadion, Moskou Toeschouwers: 21.000 Scheidsrechter: Alexandru Tudor (ROM) |

|                                                               |           |                                       |         |                                                                                       |
| 12 oktober WK-kwalificatie № 464 «onderlinge duels» 19:15 uur | Luxemburg | 0 – 2                                 | Estland | Stade Josy Barthel, Luxemburg Toeschouwers: 2.010 Scheidsrechter: Selçuk Dereli (TUR) |
| 12 oktober WK-kwalificatie № 464 «onderlinge duels» 19:15 uur |           | 7' Andres Oper 79' (pen.) Andres Oper |         | Stade Josy Barthel, Luxemburg Toeschouwers: 2.010 Scheidsrechter: Selçuk Dereli (TUR) |

|                                                                  |           |               |        |                                                                                                 |
| 16 november Vriendschappelijk № 465 «onderlinge duels» 20:00 uur | Luxemburg | 0 – 1         | Canada | Stade Alphonse Theis, Hesperange Toeschouwers: onbekend Scheidsrechter: Paulo Gomes Costa (POR) |
| 16 november Vriendschappelijk № 465 «onderlinge duels» 20:00 uur |           | 69' Iain Hume |        | Stade Alphonse Theis, Hesperange Toeschouwers: onbekend Scheidsrechter: Paulo Gomes Costa (POR) |

## FIFA-wereldranglijst
| JAN | FEB | MAR | APR | MEI | JUN | JUL | AUG | SEP | OKT | NOV | DEC |
| --- | --- | --- | --- | --- | --- | --- | --- | --- | --- | --- | --- |
| 155 | 154 | 155 | 156 | 155 | 155 | 155 | 155 | 155 | 152 | 152 | 150 |

## Statistieken
| Marc Oberweis    | 1982-11-06 | CS Grevenmacher      | 4 | 0 | 0 | 4  | 0 |
| Stéphane Gillet  | 1977-08-20 | Chester City         | 3 | 0 | 0 | 16 | 0 |
| Verdediging      |            |                      |   |   |   |    |   |
| Eric Hoffmann    | 1984-06-21 | Etzella Ettelbruck   | 7 | 0 | 0 | 28 | 0 |
| Claude Reiter    | 1981-07-02 | Jeunesse Esch        | 6 | 0 | 1 | 24 | 1 |
| Ben Federspiel   | 1981-05-18 | Etzella Ettelbruck   | 4 | 2 | 0 | 22 | 0 |
| Jeff Strasser    | 1974-10-05 | Borussia M'gladbach  | 4 | 0 | 0 | 67 | 5 |
| Tom Schnell      | 1985-10-08 | RFC Union Luxembourg | 3 | 1 | 0 | 5  | 0 |
| Tim Heinz        | 1984-02-05 | CS Grevenmacher      | 3 | 0 | 0 | 3  | 0 |
| Benoît Lang      | 1983-12-19 | CS Grevenmacher      | 2 | 1 | 0 | 3  | 0 |
| Kim Kintziger    | 1987-04-02 | Swift Hesperange     | 1 | 0 | 0 | 1  | 0 |
| Manou Schauls    | 1972-02-13 | Jeunesse Esch        | 1 | 0 | 0 | 38 | 1 |
| Middenveld       |            |                      |   |   |   |    |   |
| Sébastien Rémy   | 1974-04-16 | F91 Dudelange        | 7 | 0 | 0 | 31 | 0 |
| Alphonse Leweck  | 1981-12-16 | Etzella Ettelbruck   | 5 | 0 | 0 | 30 | 1 |
| Charles Leweck   | 1983-07-19 | Etzella Ettelbruck   | 4 | 1 | 0 | 15 | 0 |
| René Peters      | 1981-06-15 | Swift Hesperange     | 4 | 0 | 0 | 34 | 1 |
| Paul Mannon      | 1984-03-21 | Victoria Rosport     | 3 | 1 | 0 | 14 | 0 |
| Mario Mutsch     | 1984-09-03 | Union La Calamine    | 3 | 0 | 0 | 3  | 0 |
| Carlos Ferreira  | 1980-08-24 | Etzella Ettelbruck   | 1 | 0 | 0 | 1  | 0 |
| Ernad Sabotic    | 1979-10-23 | Jeunesse Esch        | 0 | 4 | 0 | 4  | 0 |
| Claudio da Luz   | 1979-05-27 | Etzella Ettelbruck   | 0 | 3 | 0 | 3  | 0 |
| Gilles Bettmer   | 1989-03-31 | SC Freiburg II       | 0 | 1 | 0 | 1  | 0 |
| Aanval           |            |                      |   |   |   |    |   |
| Dan Collette     | 1985-04-02 | Swift Hesperange     | 6 | 1 | 0 | 10 | 0 |
| Carlo Pace       | 1978-04-07 | UN Käerjeng 97       | 2 | 2 | 0 | 4  | 0 |
| Aurélien Joachim | 1986-08-10 | VfL Bochum II        | 2 | 0 | 0 | 2  | 0 |
| Philippe Dürrer  | 1986-03-17 | Swift Hesperange     | 1 | 1 | 0 | 2  | 0 |
| Chris Sagramola  | 1988-02-25 | Jeunesse Esch        | 1 | 1 | 0 | 2  | 0 |
| Joël Kitenge     | 1987-11-12 | CS Obercorn          | 0 | 1 | 0 | 1  | 0 |

FLF · A-internationals · Bondscoaches · Statistieken · Luxemburgs vrouwenelftal · Luxemburg U21 · Luxemburg U19 · Luxemburg U18 · Luxemburg U17 · Luxemburg U16
1911 – 1919 ·
1920 – 1929 ·
1930 – 1939 ·
1940 – 1949 ·
1950 – 1959 ·
1960 – 1969 ·
1970 – 1979 ·
1980 – 1989 ·
1990 – 1999 ·
2000 – 2009 ·
2010 – 2019 ·
2020 − 2029
OS 1920 · 
OS 1924 · 
OS 1928 · 
OS 1936 · 
OS 1948 · 
OS 1952
1911 · 
1912 · 
1913 · 
1914 · 
1915 · 1916 · 1917 · 1918 · 1919 · 
1920 · 
1921 · 1922 · 1923 · 
1924 · 
1925 · 1926 · 
1927 · 
1928 · 
1929 · 1930 · 1931 · 1932 · 1933 · 
1934 · 
1935 · 
1936 · 
1937 · 
1938 · 
1939 · 
1940 · 
1941 · 1942 · 1943 · 1944 · 
1945 · 
1946 · 
1947 · 
1948 · 
1949 · 
1950 · 
1952 · 
1952 · 
1953 · 
1954 · 
1955 · 
1956 · 
1957 · 
1958 · 
1959 · 
1960 · 
1961 · 
1962 · 
1963 · 
1964 · 
1965 · 
1966 · 
1967 · 
1968 · 
1969 · 
1970 · 
1971 · 
1972 · 
1973 · 
1974 · 
1975 · 
1976 · 
1977 · 
1978 · 
1979 · 
1980 · 
1981 · 
1982 · 
1983 · 
1984 · 
1985 · 
1986 · 
1987 · 
1988 · 
1989 · 
1990 · 
1991 · 
1992 · 
1993 · 
1994 · 
1995 · 
1996 · 
1997 · 
1998 · 
1999 · 
2000 · 
2001 · 
2002 · 
2003 · 
2004 · 
2005 · 
2006 · 
2007 · 
2008 · 
2009 · 
2010 · 
2011 · 
2012 · 
2013 · 
2014 · 
2015 ·
2016 ·
2017 ·
2018 ·
2019 ·
2020 ·
2021
Afghanistan ·
Albanië ·
Algerije ·
Armenië ·
Azerbeidzjan ·
België ·
Bosnië en Herzegovina ·
Brazilië ·
Bulgarije ·
Canada ·
Cyprus ·
DDR ·
Denemarken ·
(West-)Duitsland ·
Egypte ·
Engeland ·
Estland ·
Faeröer ·
Finland ·
Frankrijk ·
Gambia ·
Georgië ·
Griekenland ·
Hongarije ·
Ierland ·
IJsland ·
Israël ·
Italië ·
Japan ·
Joegoslavië ·
Kaapverdië ·
Kameroen ·
Kazachstan ·
Letland ·
Liechtenstein ·
Litouwen ·
Madagaskar ·
Malta ·
Marokko ·
Mexico ·
Moldavië ·
Montenegro ·
Myanmar ·
Nederland ·
Nigeria ·
Noord-Ierland ·
Noord-Macedonië ·
Noorwegen ·
Oekraïne ·
Oostenrijk ·
Polen ·
Portugal ·
Qatar ·
Roemenië ·
Rusland ·
San Marino ·
Saoedi-Arabië ·
Schotland ·
Senegal ·
Servië ·
Servië en Montenegro ·
Slovenië ·
Slowakije ·
Sovjet-Unie ·
Spanje ·
Thailand ·
Togo ·
Tsjechië ·
Tsjecho-Slowakije ·
Turkije ·
Uruguay ·
Verenigde Staten ·
Wales ·
Wit-Rusland ·
Zuid-Korea ·
Zweden ·
Zwitserland